# Prove di maturità
Prove di maturità (Future Kin) è un'antologia di racconti fantascientifici di autori vari curata da Roger Elwood e pubblicata nel 1974. 
L'antologia è stata pubblicata in Italia l'11 maggio 1975 nel quattordicinale Urania n. 670, per la traduzione di Beata Della Frattina, priva di due degli otto racconti dell'antologia originale (Blood Brother di Thomas N. Scortia e The Waiting World di Joseph Green), oltre che dell'introduzione originale di Roger Elwood. 

## Racconti
- I cadetti (Pacer), di Raymond F. Jones
- Il dono (The Gift), di Chad Oliver
- Conflitto di generazioni (Generation Gap), di Mack Reynolds
- Il coltello e il fodero (The Knife and the Sheath), di Christopher Anvil
- L'inutile cerimonia (Rejoice, Rejoice, We Have No Choice), di Terry Carr
- Il ragazzo e il computer (Over the Line), di Barry N. Malzberg